# Joël Sami
Andre-Joël Sami (Montfermeil, 13 novembre 1984) è un ex calciatore francese naturalizzato congolese (Repubblica Democratica del Congo), di ruolo difensore.